# Viola da gamba
Viola da gamba (název odvozený z italského gamba – noha) je historický smyčcový nástroj, který se drží mezi koleny nebo na klíně, na rozdíl od violy da braccio, která se drží na rameni. Viola da gamba má 6 až 7 strun a střevové převazy, tzv. pražce na hmatníku. Nástroj se při hře drží svisle, používá se speciální smyčec, který se drží jinak, než je zvykem u moderních nástrojů, a má i jiný tvar a vlastnosti. Existuje více variant gamb – sopraninová, sopránová, altová, tenorová, basová a další velikosti. Nástroje gambového typu v kontrabasové poloze se nazývají violon.
Viola da gamba umožňuje i akordickou hru a mnohem snazší hru harmonických intervalů, které jsou na nástrojích houslového typu obtížné.

## Stavba
Vrchní deska korpusu gambových nástrojů je klenutá, zpravidla je složena ze tří kusů, z nichž prostřední díl je ohýbaný, zatímco krajní díly jsou dlabané. Na svrchní desce jsou zpravidla dva ozvučné otvory ve tvaru písmene C. Nezřídka je gamba doplňována třetím ozvučným otvorem oválného nebo kruhového typu s rozetou. Zadní deska je rovná, ve svrchní části je rovina lomena. Stejně jako většina ostatních smyčcových nástrojů je vrchní deska vyráběna převážně ze smrku, spodní deska a luby z javoru. Viola da gamba má taktéž pod nejvyšší strunou umístěnu duši a pod nejhlubší strunou basový trámec. Gambový tvar si zachovává dnešní kontrabas.

## Ladění

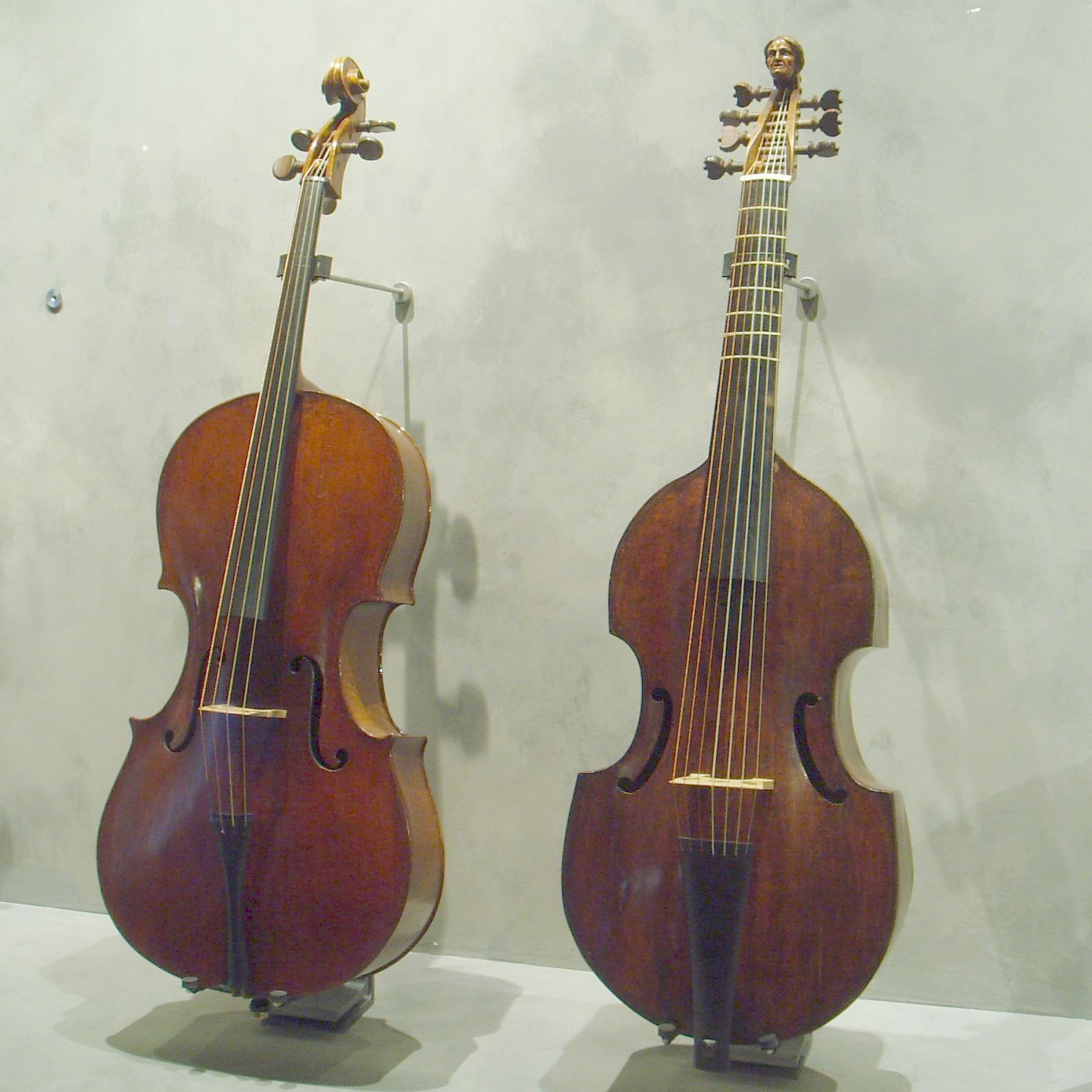
Porovnání violoncella a violy da gamba

Gamby mají struny laděné v kvartách, přičemž mezi prostředními dvěma strunami je tercie; podobné ladění má také loutna.
Viola sopraninová „pardessus de viole“: g"-d"-a'-f'-c'-(g)
Viola sopránová: d"-a'-e'-c'-g-d
Viola altová: c"-g'-d'-b-f-c
Viola tenorová: g'-d'-a-f-c-G
Viola basová: d'-a-e-c-G-D-(A1)
Viola velká basová „violon“: g-d-A-F-C-G1
Viola kontrabasová „violon“: d-a-e-C-G1-D1

## Historie

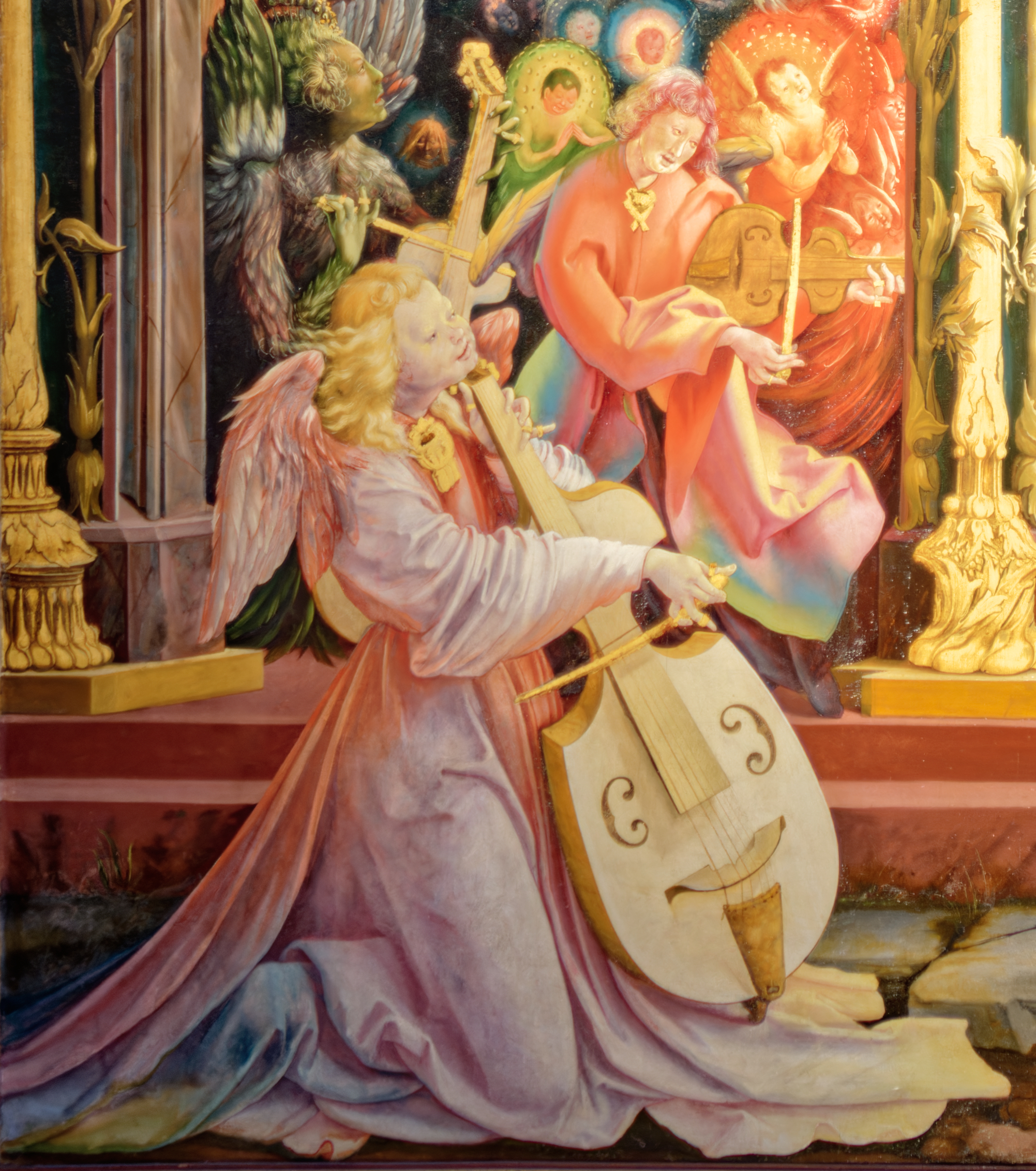
Andělé hrající na violu da gamba a violu da braccio

Viola da gamba prožívala své zlaté období v době renesance a baroka, zejména ve Francii (Monsieur de Sainte-Colombe, Marin Marais, Christopher Simpson a další). V té době také vznikalo pro tento nástroj mnoho hudebních děl (např. Bachův 6. Braniborský koncert). Oblíbené byly komorní soubory složené z více gamb, tzv. gambové consorty. Mnozí skladatelé komponovali zvláštní skladby pro tyto soubory. Velká obliba těchto souborů byla zejména v Anglii (např. William Byrd, John Dowland, Henry Purcell).
Od pozdního baroka začaly být gamby vytlačovány modernějšími nástroji houslové konstrukce, jako jsou viola nebo violoncello. Dnes violu da gamba používají soubory hrající na historické nástroje.
Nejvýraznějším gambistou současnosti je Jordi Savall, z českých gambistů to byl Petr Wagner (13. 6. 1969 – 30. 12. 2019).